# Ethelurgus vulnerator
Ethelurgus vulnerator är en stekelart som först beskrevs av Johann Ludwig Christian Gravenhorst 1829.  Ethelurgus vulnerator ingår i släktet Ethelurgus och familjen brokparasitsteklar. Arten är reproducerande i Sverige. Inga underarter finns listade i Catalogue of Life.